# Francisco de São Dâmaso Abreu Vieira
Dom Frei Francisco de São Dâmaso Abreu Vieira, O.F.M. (Guimarães, 11 de dezembro de 1767 — Salvador, 11 de dezembro de 1816) foi um prelado português,  arcebispo da Bahia e Primaz do Brasil.
Foi ordenado padre pela Ordem dos Frades Menores em 2 de junho de 1792. Foi selecionado bispo de Malaca em 29 de agosto de 1804, sendo confirmado em 29 de outubro do mesmo ano, consagrado em 27 de janeiro de 1805, tendo como seu consagrante Dom Lorenzo Caleppi, núncio apostólico em Portugal, auxiliado por Dom Luís Rodrigues Vilares, bispo do Funchal e por Dom Mateus de Abreu Pereira, bispo de São Paulo. Enquanto bispo de Malaca, não viajou para aquela Sé, permanecendo em Lisboa, até viajar para Salvador, com a mudança da Corte.
Em 28 de junho de 1814 foi selecionado arcebispo de São Salvador da Bahia pelo rei Dom João VI, sendo confirmado em 15 de março de 1815 pelo Papa Pio VII, onde ficou até a sua morte, em 1816. Faleceu de ataques de apoplexia, sendo último enquanto estava tomando banho de mar.
Durante a sua prelazia, foi idealizado o Seminário de Ciências Eclesiásticas da Bahia, depois conhecido como Seminário de São Dâmaso.